# Xysticus walesianus
Xysticus walesianus är en spindelart som beskrevs av Karsch 1878. Xysticus walesianus ingår i släktet Xysticus och familjen krabbspindlar.
Artens utbredningsområde är New South Wales. Inga underarter finns listade i Catalogue of Life.